# Klaus Hasselmann
Klaus Ferdinand Hasselmann (født 25. oktober 1931) er en tysk oceanograf og klima-model-forsker. Han er Professor Emeritus på Universität Hamburg og tidligere leder af Max-Planck-Institut für Meteorologie.
Han modtog nobelprisen i fysik i 2021 sammen med Giorgio Parisi og Syukuro Manabe for deres banebrydende bidrag til teorien for komplekse systemer, og særligt "for opdagelsen af samspillet mellem uorden og fluktuationer i fysiske systemer fra atomar til planetar skala."
Hasselmann opvoksede i Welwyn Garden City, England og vendte tilbage til Hamborg i 1949 for at gå på universitetet. Igennem sin karriere har han primært arbejdet på Universität Hamburg og Max-Planck-Institut für Meteorologie, som han grundlagde. Han tilbragte også 5 år i USA som professor på Scripps Institution of Oceanography og Woods Hole Oceanographic Institution, og 1 år som visiting professor på University of Cambridge.
Han er bedst kendt for at have udviklet Hasselmann modellen til klimaændring, hvor systemer med lang hukommelse (havet) der integrerer stokastisk kraft, hvorved et signal med hvid støj kan ændres til rød støj, der forklarer de allestedsnærværende røde støjsignaler der ses i klimaet.

## Videnskabelige artikler om klima
- Hasselmann, Klaus (1976). "Stochastic climate models Part I. Theory". Tellus. 28 (6): 473. doi:10.3402/tellusa.v28i6.11316. Hentet 3. november 2021.
- Hasselmann, Klaus (1993). "Optimal Fingerprints for the Detection of Time-Dependent Climate Change". Journal of Climate. 6 (10): 1957. doi:10.1175/1520-0442(1993)006%3C1957:OFFTDO%3E2.0.CO;2. Hentet 3. november 2021.
- M. Welp, K. Hasselmann, C. Jaeger, Climate Change and Paths to Sustainability: the Role of Science- Based Stakeholder Dialogues Arkiveret 5. oktober 2021 hos  Wayback Machine, The Environment
- Barnett, Tim; Zwiers, Francis; Hengerl, Gabriele; Allen, Myles; Crowly, Tom; Gillett, Nathan; Hasselmann, Klaus; Jones, Phil; Santer, Ben; Schnur, Reiner; Scott, Peter; Taylor, Karl; Tett, Simon (1. maj 2005). "Detecting and Attributing External Influences on the Climate System: A Review of Recent Advances". Journal of Climate. American Meteorological Society. 18 (9): 1291-1314. Bibcode:2005JCli...18.1291.. doi:10.1175/jcli3329.1. hdl:11858/00-001M-0000-0011-FF92-2. ISSN 1520-0442.
- Weber, Michael; Barth, Volker; Hasselmann, Klaus (2005). "A multi-actor dynamic integrated assessment model (MADIAM) of induced technological change and sustainable economic growth". Ecological Economics. Elsevier BV. 54 (2-3): 306-327. doi:10.1016/j.ecolecon.2004.12.035. ISSN 0921-8009.
- Hasselmann, K. (12. december 2003). "The Challenge of Long-Term Climate Change". Science. American Association for the Advancement of Science (AAAS). 302 (5652): 1923-1925. Bibcode:2003Sci...302.1923H. doi:10.1126/science.1090858. hdl:11858/00-001M-0000-0012-012D-E. ISSN 0036-8075. PMID 14671292. S2CID 5794113.
- Ledley, Tamara S.; Sundquist, Eric T.; Schwartz, Stephen E.; Hall, Dorothy K.; Fellows, Jack D.; Killeen, Timothy L. (28. september 1999). "Climate change and greenhouse gases". Eos, Transactions American Geophysical Union. American Geophysical Union (AGU). 80 (39): 453-458. Bibcode:1999EOSTr..80Q.453L. doi:10.1029/99eo00325. ISSN 0096-3941. (This review paper cites several papers coauthored by Hasselmann.)
- Hasselmann, Klaus (1999). "Linear and nonlinear signatures". Nature. Springer Science and Business Media LLC. 398 (6730): 755-756. doi:10.1038/19635. ISSN 0028-0836. S2CID 204992692.
- Hasselmann, Klaus (1997). "Climate-change research after Kyoto". Nature. Springer Science and Business Media LLC. 390 (6657): 225-226. Bibcode:1997Natur.390..225H. doi:10.1038/36719. ISSN 0028-0836. S2CID 44682419.
- Hasselmann, K. (9. maj 1997). "Are We Seeing Global Warming?". Science. American Association for the Advancement of Science (AAAS). 276 (5314): 914-915. doi:10.1126/science.276.5314.914. ISSN 0036-8075. S2CID 140185566.